# Adnan Golubović
Adnan Golubović (Lubiana, 22 luglio 1995) è un calciatore sloveno, portiere del Ballkani.

## Carriera
Il 4 agosto 2017 si trasferisce in Italia, accordandosi con il Matera, in Serie C, dove si rende autore di una buona stagione. Il 9 luglio 2018 viene tesserato dal Catanzaro, dove ritrova il tecnico Gaetano Auteri, che lo aveva allenato in precedenza a Matera. Dopo aver giocato solo 4 gare a causa di un infortunio, il 6 novembre rescinde il contratto con la società calabrese per motivi familiari.
Il 2 luglio 2019 si accorda con la Vis Pesaro, firmando un contratto annuale con opzione di rinnovo. L'11 gennaio 2020 passa in prestito allo Sloboda Tuzla, nel campionato bosniaco. Il 22 giugno 2021 torna in Slovenia, accordandosi con il Koper.

## Statistiche

### Presenze e reti nei club
Statistiche aggiornate al 2 settembre 2024.
| Stagione               | Squadra                | Campionato             | Campionato | Campionato | Coppe nazionali | Coppe nazionali | Coppe nazionali | Coppe continentali | Coppe continentali | Coppe continentali | Altre coppe | Altre coppe | Altre coppe | Totale | Totale |
| Stagione               | Squadra                | Comp                   | Pres       | Reti       | Comp            | Pres            | Reti            | Comp               | Pres               | Reti               | Comp        | Pres        | Reti        | Pres   | Reti   |
| ---------------------- | ---------------------- | ---------------------- | ---------- | ---------- | --------------- | --------------- | --------------- | ------------------ | ------------------ | ------------------ | ----------- | ----------- | ----------- | ------ | ------ |
| 2014-2015              | Triglav                | 2.SNL                  | 20         | -27        | CS              | 1               | -3              | -                  | -                  | -                  | -           | -           | -           | 21     | -30    |
| 2015-2016              | Domžale                | 1.SNL                  | 1          | 0          | CS              | 1               | -1              | UEL                | 0                  | 0                  | -           | -           | -           | 2      | -1     |
| 2016-2017              | Domžale                | 1.SNL                  | 10         | -12        | CS              | 0               | 0               | UEL                | 2                  | -2                 | -           | -           | -           | 12     | -14    |
| Totale Domžale         | Totale Domžale         | Totale Domžale         | 11         | -12        |                 | 1               | -1              |                    | 2                  | -2                 |             | -           | -           | 14     | -15    |
| 2017-2018              | Matera                 | C                      | 30         | -31        | CI+CI-C         | 1+1             | -1 + -3         | -                  | -                  | -                  | -           | -           | -           | 32     | -35    |
| 2018-2019              | Catanzaro              | C                      | 4          | -3         | CI-C            | 1               | -1              | -                  | -                  | -                  | -           | -           | -           | 5      | -4     |
| 2019-gen. 2020         | Vis Pesaro             | C                      | 5          | -7         | CI-C            | 0               | 0               | -                  | -                  | -                  | -           | -           | -           | 5      | -7     |
| gen.-giu. 2020         | Sloboda Tuzla          | PL                     | 2          | -2         | CB              | -               | -               | -                  | -                  | -                  | -           | -           | -           | 2      | -2     |
| 2020-2021              | Sloboda Tuzla          | PL                     | 28         | -35        | CB              | 0               | 0               | -                  | -                  | -                  | -           | -           | -           | 28     | -35    |
| Totale Sloboda Tuzla   | Totale Sloboda Tuzla   | Totale Sloboda Tuzla   | 30         | -37        |                 | 0               | 0               |                    | -                  | -                  |             | -           | -           | 30     | -37    |
| 2021-2022              | Koper                  | 1.SNL                  | 23         | -23        | CS              | 0               | 0               | -                  | -                  | -                  | -           | -           | -           | 23     | -23    |
| 2022-2023              | Koper                  | 1.SNL                  | 36         | -40        | CS              | 2               | -1              | UECL               | 2                  | -2                 | -           | -           | -           | 40     | -43    |
| Totale Koper           | Totale Koper           | Totale Koper           | 59         | -63        |                 | 2               | -1              |                    | 2                  | -2                 |             | -           | -           | 63     | -66    |
| 2023-2024              | Dinamo Bucarest        | L1                     | 30+11      | -41 + -12  | CR              | 3               | -5              | -                  | -                  | -                  | -           | -           | -           | 44     | -58    |
| 2024-2025              | Dinamo Bucarest        | L1                     | 8          | -11        | CR              | 1               | 0               | -                  | -                  | -                  | -           | -           | -           | 9      | -11    |
| Totale Dinamo Bucarest | Totale Dinamo Bucarest | Totale Dinamo Bucarest | 49         | -64        |                 | 4               | -5              |                    | -                  | -                  |             | -           | -           | 53     | -69    |
| Totale carriera        | Totale carriera        | Totale carriera        | 208        | -244       |                 | 11              | -15             |                    | 4                  | -4                 |             | -           | -           | 223    | -263   |

## Palmarès

### Club

#### Competizioni nazionali
- Coppa di Slovenia: 2

Domžale: 2016-2017
Koper: 2021-2022